# Lewisham (wijk)
Lewisham is een wijk in het gelijknamige bestuurlijke gebied London Borough of Lewisham, in het zuidoosten van de regio Groot-Londen, Engeland. De plaats ligt aan de Ravensbourne rivier. Lewisham vormt met ongeveer 100.000 inwoners de centrale stedelijke kern van de borough met een groot aantal voorzieningen. In het London Plan (2004/2011/2015) is Lewisham aangewezen als een van de "major centres" (hoofdcentra) binnen de Londense agglomeratie.

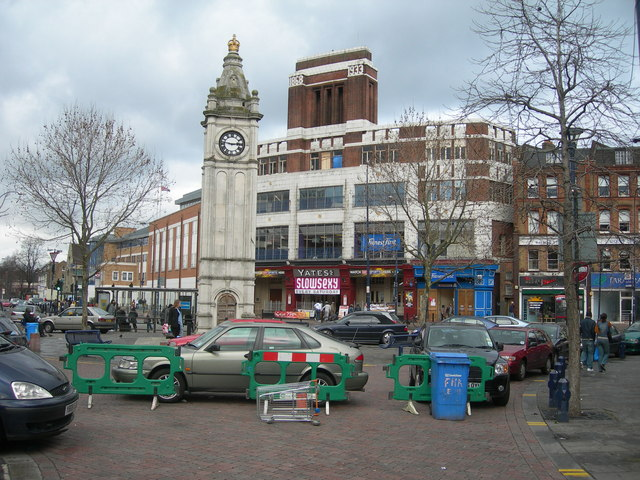
Lewisham High Street en Clock Tower
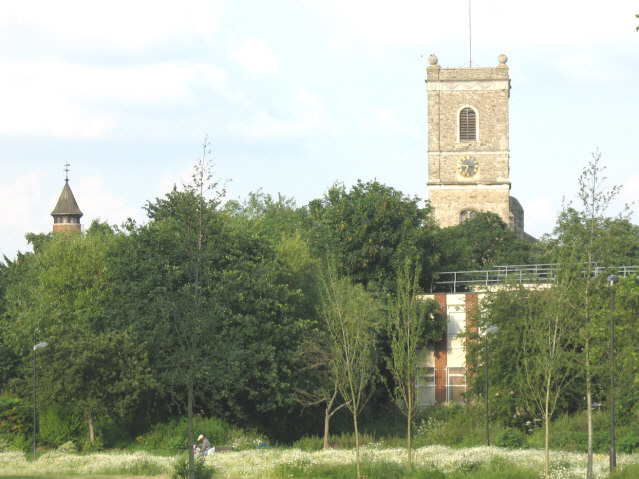
St Mary's Church
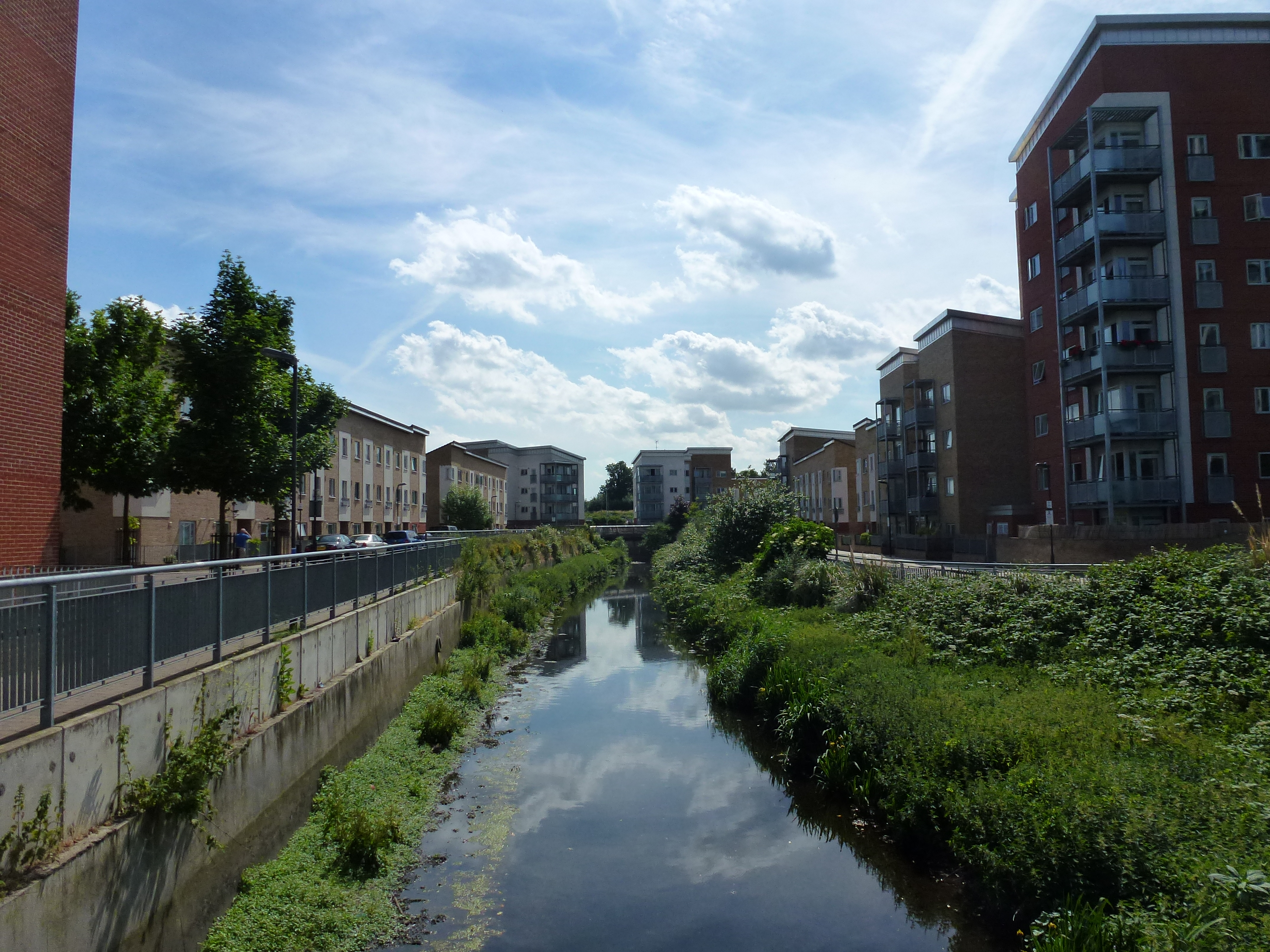
De Ravensbourne rivier

## Geboren
- Jude Law (1972), acteur
- Ruben Loftus-Cheek (1996), voetballer
- Samuel Edozie (2003), voetballer